# Aminoxyl
Aminoxyl je název radikálových funkčních skupin s obecným vzorcem R2N–O•; často se označují jako nitroxylové radikály nebo nitroxidy, které ovšem Mezinárodní unie pro čistou a užitou chemii nedoporučuje, protože neobsahují nitroskupinu.  Aminoxyly jsou strukturně podobné hydroxylaminům a N-oxoamonným solím, na které je lze přeměnit redoxními reakcemi.
Stericky nezatížené aminoxyly s α-vodíky jsou nestálé a rychle se disproporcionují na nitrony a hydroxylaminy.
Stericky zatížené aminoxyly bez α-vodíků, jako jsou TEMPO a TEMPOL, jsou stálými radikály a mají řadu využití v laboratořích i průmyslu. Mohou se vratně vázat na řadu sloučenin a také selektivně oxidovat karbonylové sloučeniny skrz oxoamoniové oxidace. Slouží také jako stabilizátory polymerů a jako reaktivní složky p-fenylendiaminových antiozonantů.
Používají se i na tvorbu polymerů nitroxidovými radikálovými polymerizacemi, ale i jako inhibitory polymerizací. Na aminoxylové radikály lze změnit i N-hydroxyftalimidy.